# 카자흐스탄 총리

카자흐스탄 공화국의 국가 문장

카자흐스탄 공화국의 총리(카자흐어: Қазақстан Республикасының Премьер-Министрі, 러시아어: Премьер-министр Республики Казахстан)는 카자흐스탄의 각료를 구성하는 자이다. 카자흐스탄 총리는 대통령이 임명하며, 現 카자흐스탄의 총리는 2024년 2월 6일에 취임한 올자스 벡테노프이다.

## 역대 총리 목록
카자흐스탄 국민연합 / 조국 / 아마나트
  무소속
| 대   | 사진 | 이름                    | 임기             | 임기             | 정당                                   |
| ---- | ---- | ----------------------- | ---------------- | ---------------- | -------------------------------------- |
| 1    |      | 세르게이 테레셴코       | 1991년 10월 14일 | 1994년 10월 12일 | 무소속                                 |
| 2    |      | 아케잔 카제겔딘         | 1994년 10월 12일 | 1997년 10월 10일 | 카자흐스탄 국민연합                    |
| 3    |      | 누를란 발김바예프       | 1997년 10월 10일 | 1999년 10월 1일  | 카자흐스탄 국민연합                    |
| 4    |      | 카심조마르트 토카예프   | 1999년 10월 1일  | 2002년 1월 28일  | 조국                                   |
| 5    |      | 이만갈리 타스마감베토프 | 2002년 1월 28일  | 2003년 6월 13일  | 조국                                   |
| 6    |      | 다니알 아흐메토프       | 2003년 6월 13일  | 2007년 1월 10일  | 조국(2003~2004) ↓ 누르 오탄(2004~2007) |
| 7    |      | 카림 마시모프           | 2007년 1월 10일  | 2012년 9월 24일  | 누르 오탄                              |
| 8    |      | 세리크 아흐메토프       | 2012년 9월 24일  | 2014년 4월 2일   | 누르 오탄                              |
| 9    |      | 카림 마시모프           | 2014년 4월 2일   | 2016년 9월 8일   | 누르 오탄                              |
| 10   |      | 바키트잔 사긴타예프     | 2016년 9월 8일   | 2019년 2월 21일  | 누르 오탄                              |
| 11   |      | 아스카르 마민           | 2019년 2월 21일  | 2022년 1월 5일   | 누르 오탄                              |
| 대행 |      | 알리한 스마일로프       | 2022년 1월 5일   | 2022년 1월 11일  | 누르 오탄                              |
| 12   |      | 알리한 스마일로프       | 2022년 1월 11일  | 2024년 2월 5일   | 누르 오탄(2022) ↓ 아마나트(2022~2024)  |
| 대행 |      | 로만 스클랴르           | 2024년 2월 5일   | 2024년 2월 6일   | 아마나트                               |
| 13   |      | 올자스 벡테노프         | 2024년 2월 6일   | 현재             | 아마나트                               |

## 같이 보기
- 카자흐스탄의 대통령